# Pseudomonas specific enzyme
Pseudomonas specific enzyme (PSE) – grupa enzymów, należących do beta-laktamaz, warunkujących oporność na niektóre antybiotyki beta-laktamowe. Początkowo uważano, że są one specyficzne dla pałeczki ropy błękitnej Pseudomonas aeruginosa (stąd nazwa), jednak później wykryto je także u bakterii z rodziny Enterobacteriaceae.

## PSE-1
PSE-1, zwane również karbenicylazą II (CARB-2), jest hydrolazą kodowaną przez gen zlokalizowany na plazmidzie. PSE-1 produkuje niecałe 20% szczepów Pseudomonas aeruginosa. Enzym potrafi rozkładać karbenicylinę, oksacylinę.
Spektrum substratowe enzymów PSE-1,3,4 jest wąskie i obejmuje ponadto piperacylinę oraz tykarcylinę. Antybiotyki należące do karbapenemów, monobaktamów czy cefalosporyn wyższych generacji nie są rozkładane.